# Aszdod (stacja kolejowa)
Stacja kolejowa Aszdod (hebr.: אשדוד) – jest stacją kolejową w Aszdodzie, w Izraelu. Jest obsługiwana przez Rakewet Jisra’el.
Stacja znajduje się w południowej części miasta Aszdod. Dworzec jest przystosowany dla osób niepełnosprawnych.

## Połączenia
Pociągi z Aszdod jadą do Lod, Tel Awiwu, Binjamina-Giwat Ada, Netanii i Aszkelonu.
| Aszdod                                                                        |  |          |
| Linia Binjamina-Giwat Ada–Netanja–Tel Awiw–Rechowot–Aszkelon Suburban Service |  |          |
| Jawne                                                                         |  | Aszkelon |